# Banksia speciosa
Espèce
Banksia speciosa est une espèce de grands arbustes ou petits arbres de la famille des Proteaceae. On le trouve sur la côte sud de l'Australie-Occidentale entre Hopetoun (33 ° 57 'S) et la grande baie australienne (environ 33 ° S 130 ° E), sur des sols de sable blanc ou gris et dans des broussailles. Atteignant jusqu'à 8 m de hauteur, c'est une plante avec une tige unique portant des feuilles minces avec des dents triangulaires le long de chaque bord, qui mesurent 20-45 cm de long et 2-4 cm de largeur. Les inflorescences jaune-crème appelés apparaissent tout au long de l'année. Après avoir fané, ils développent jusqu'à 20 follicules chacun dont les graines peuvent être stockées jusqu'à ce qu'un incendie provoque leur ouverture. Banksia speciosa, bien que largement répandu, est très sensible à la maladie causée par un Phytophthora cinnamomi.
Collecté et décrit par Robert Brown au début du XIXe siècle, Banksia speciosa est classé dans la série Banksia au sein du genre du même nom. Son plus proche parent est Banksia baxteri. Banksia speciosa est souvent victime des feux de brousse, et se régénère à partir des graines. Les fleurs attirent des insectes et des oiseaux, en particulier des méliphages, venant se délecter de leur nectar. En culture, Banksia speciosa pousse bien dans les points ensoleillés et sur un sol bien drainé dans des zones avec des étés secs. Il ne peut être cultivé dans des zones avec des étés humides, même s'il est greffé sur Banksia serrata ou Banksia integrifolia.